# Venera 12
Venera 12 (Russisch: Венера-12, "Venus-12") was een Russische onbemande ruimtevlucht naar Venus uit 1978. Het bestond uit een moederschip en een lander. Missiedoelen waren het verkennen van de interplanetaire ruimte en onderzoek naar de ionosfeer, atmosfeer en oppervlakte van Venus. Dit toestel was identiek aan de gelijktijdig gelanceerde Venera 11.
Het moederschip kwam niet in een baan rond Venus, want op deze wijze kon het de ontvangen gegevens van de lander sneller naar de Aarde doorseinen. Dit lanceervenster was echter verre van optimaal. Vergeleken met Venera 9 en 10 kwam ze bij Venus aan met driemaal zoveel kinetische energie. Door een hyperbolische koers en zeer nauwkeurig de correcte noodzakelijke tijdstippen te bepalen, kon de radioverbinding met het moederschip lang genoeg in stand blijven.
Het ruimteschip was niet tijdig gereed, zodat de Sovjet-Unie het lanceervenster van 1977 aan zich voorbij liet gaan.

## Opbouw, gewicht en wetenschappelijke instrumenten

### Moederschip
- plasma-spectrometer
- gammastralingsdetector
- gamma- en röntgenflits detector
- ultraviolet spectrometer (in samenwerking met Franse wetenschappers)
- magnetometer
- zonnewinddetector
- kosmische stralingsmeters

### Lander
- opnamesysteem voor het maken van kleurenfoto's
- gaschromatograaf
- massa spectrometer
- gammastralingsspectrometer
- bliksemdetector
- temperatuur- en druksensors
- nefelometer
- anemometer
- optische spectrofotometer
- grondmonster schep
- röntgenfluorescentie wolken aerosol analyzer
- röntgen fluorescentie spectrometer en boor (de boor zat op de landingsring)

### Opbouw lander

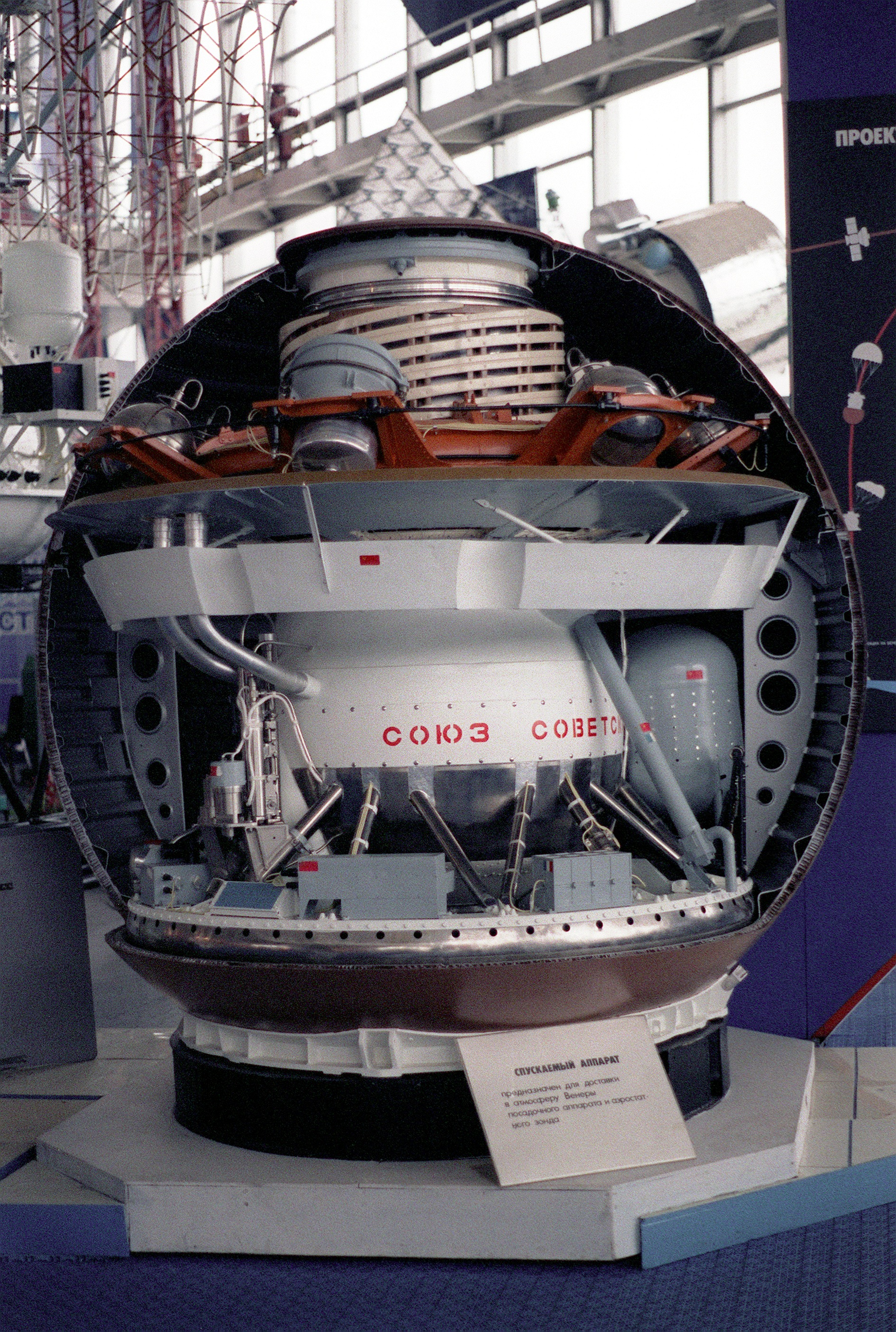
Opengewerkt model van een Venera landingscapsule

De buitenste huid van de lander bestond uit titanium met een uit twee delen opgebouwde isolatielaag. KG-25, polyurethaan schuim en PTKV-260 (waarschijnlijk een honingraatstructuur van composietmateriaal), bestand tegen hoge temperaturen. Hoewel het ontwerp van Venera 11 en 12 nauwelijks afweek van dat van Venera 9 en 10, was veel nieuwe experimentele uitrusting aan de landingsring bevestigd en beschikten 11 en 12 over halogeenlampen.
De bandbreedte waarover de lander zijn gegevens naar het moederschip stuurde, was twaalfmaal zo groot als voorgaande missies. Deze opgestraalde gegevens werden door het moederschip doorgeseind naar de nieuwe radiotelescoop in Jevpatorija, die een diameter had van 70 meter. De voornaamste reden hiervoor betrof het verbeterde camerasysteem. De oude camera's in Venera 9 en 10 hadden slechts een resolutie van 512 beeldlijnen van 128 pixels, gecodeerd in 7 bits en overgeseind in een half uur. Dit hield een snelheid van 256 bits/sec in. De nieuwe camera verzond 252 x 1000 x 10 bits in 14 minuten, hetgeen neerkwam op een snelheid van 3000 bits/sec.
Het parachutesysteem bestond uit een loodsparachute, een supersonische parachute en een enkele afdalingsparachute, die op een hoogte van 49 km werd afgeworpen.

### Gewicht
Dit ruimtevaartuig had een totaalgewicht van 4940 kg. De lander woog 1600 kg inclusief beschermkappen en hitteschild. Het droeg het wapenschild van de Sovjet-Unie mee.

## Vluchtverloop

### Lancering en vlucht naar Venus
Venera 12 werd gelanceerd op 14 september 1978 door een Proton draagraket vanaf Tjoeratam op Bajkonoer. Vanuit een parkeerbaan van 205 x 177 km schoot de laatste trap de sonde richting Venus. De vlucht naar de planeet nam 3½ maand in beslag. Tijdens de vlucht voerde het scheepje op 21 september en 14 december twee geslaagde koerscorrecties uit. Zowel Venera 11 als 12 registreerden stralingspieken in samenhang met een Prognoz satelliet die zich in een baan om de Aarde bevond. Vervolgens stelde men door middel van driehoeksmetingen de oorsprong hiervan vast.

### Aankomst
Hoewel Venera 12 vijf dagen na Venera 11 werd gelanceerd, arriveerde eerstgenoemde vier dagen eerder. Twee dagen voor aankomst bij de planeet stootte het moederschip op 19 december de lander af. Op 21 december passeerde het moederschip Venus met als kleinste afstand 34.000 km. Nadat het moederschip buiten bereik van de lander vloog, hervatte het zijn metingen in de interplanetaire ruimte.

### Landing
Op 21 december dook de lander aan de nachtzijde van Venus de dampkring in met een snelheid van 11,2 km/sec (40.320 km/uur). Na aerodynamische afremming (door de dichte atmosfeer) ontplooiden de parachutes. Op 49 km hoogte wierp Venera 12 deze af, waarna een horizontale schijf (aangebracht bovenaan de lander) de landingssnelheid van 50 m/sec (180 km/uur) verder terugbracht tot 8 m/sec (28,8 km/uur). Door de zeer dichte atmosfeer zal een voorwerp op Venus niet zozeer vallen als wel omlaag dwarrelen.
De landing nam een uur in beslag. Venera 12 kwam neer op een positie van 7° Z 294° O, zo'n 800 km van Venera 11 verwijderd. De lander schakelde zijn instrumenten in en begon met het verzamelen van gegevens. Die werden doorgeseind naar het moederschip, dat zich echter met hoge snelheid van Venus verwijderde. Na 110 minuten raakte het moederschip buiten bereik en ging het radiocontact met de lander verloren.

## Wetenschappelijke resultaten
De nieuwe experimentele apparatuur leverde informatie over belangrijke spoorgassen. De röntgenfluorescentie spectrometer toonde tien keer meer chloor dan zwavel in de wolken aan. Dit leidde tot de aanname dat de wolken een niet-vluchtige chloorverbinding bevatten, mogelijk aluminiumchloride. Dit kwam overeen met de metingen van de Sounder-sonde, die de Amerikaanse Pioneer Venus 2 op Venus afschoot. Helaas raakte de massaspectrometer van Sounder vervuild door wolkendruppels, maar zijn gaschromatograaf leverde bijna exact dezelfde gegevens aan als Venera 12. De gemeten hoeveelheid water in de atmosfeer was bij Sounder echter aanzienlijk groter. De dampkring van Venus bevat slechts weinig water, maar het zwavelzuur is waarschijnlijk verantwoordelijk voor de vele bliksemontladingen. Daarnaast toonden de metingen de aanwezigheid van koolstofmonoxide op lage hoogte aan. Bovendien vond Venera 12 vrij veel argon-36 (36Ar) en argon-40 (40Ar).
Bij het raken van de grond veroorzaakte het vaartuig een stofwolk, die na 20 à 30 seconden optrok bij windsnelheden van 1 meter per seconde. Dit in contrast met Venera 11, die geen stofwolken opmerkte. Venera 12 rapporteerde een temperatuur van 468° C en een luchtdruk van 93,6 atm.
In tegenstelling tot Venera 11 die tijdens de afdaling heftige bliksem registreerde, verliep die van Venera 12 relatief rustig. Dit zou erop kunnen wijzen dat onweersbuien op Venus, net als op Aarde, zeer lokaal zijn. Desondanks merkte Venera 12 in de korte tijd dat hij functioneerde bijna 1000 bliksemontladingen op. Verder nam de bliksemdetector uitbarstingen van laagfrequente radiogolven waar. Deze leken identiek aan die welke op Aarde tijdens onweersbuien plaatsvinden, maar bleken veel heftiger. Er waren aanwijzingen dat ze diep in de atmosfeer, ver beneden het wolkendek, plaatsvonden. Mogelijke oorzaken hiervoor zijn bliksemschichten in wolken ontstaan tijdens vulkanische uitbarstingen. Echter hier kan een tot nu toe onbekend atmosferisch-elektrisch verschijnsel ook verantwoordelijk voor zijn.
In de dichte Venusatmosfeer zijn de waarnemingsomstandigheden ronduit slecht. Door verstrooid zonlicht oogt de lucht oranje tot roodachtig. Door Rayleighverstrooiing in de onderste atmosfeerlagen is het oppervlak van Venus al onzichtbaar vanaf enkele kilometers hoogte, zelfs indien deze geen aerosoldeeltjes bevat. Een waarnemer aan de oppervlakte ziet zijn rotsachtige omgeving overgaan in een heiige oranje lucht. Het wolkendek blijft vanaf de grond onzichtbaar, op enige lichter of donkerder gekleurde plekken in de lucht na.

### Geen kleurenfoto's en bodemmonster
Venera 12 slaagde er niet in om kleurenfoto's vanaf de oppervlakte van Venus te maken; boosdoener waren de lenskappen. Het ontwerp van de beschermingskappen voor de cameralenzen, die tijdens de missies van Venera 9 en 10 een probleem vormden, was namelijk gewijzigd. Het bleek dat zich een luchtdichte verzegeling had gevormd in de ruimte tussen lens en lenskap en de Venusiaanse atmosfeer. Hierdoor kon het verschil in luchtdruk niet worden opgeheven. Normaliter wierp de lander vervolgens de lenskappen door middel van pyrotechniek af. In dit geval drukte de uiterst dichte Venusiaanse atmosfeer de lenskappen met een kracht van vele tonnen op hun plaats.
Dit was niet het enige probleem waarmee de Sovjets zich geconfronteerd zagen. Het instrument om bodemmonsters te nemen en de boor functioneerden evenmin naar behoren, net als bij Venera 11. Het genomen bodemmonster kon niet goed in het minilaboratorium worden geplaatst, waardoor ook dit experiment mislukte. De oorzaak is niet zeker. Vermoedelijk hingen er té veel instrumenten aan hun landers, met als gevolg een vrij ruwe afdaling en landing doordat de nieuwe experimentele apparatuur aan de buitenkant zat bevestigd. Dit had instabiliteit tot gevolg. Aanhoudende zware trillingen en tuimelen van de capsule gedurende de afdalingsfase beschadigden de gevoelige onderdelen.
1 · 2 · 3 · 4 · 5 · 6 · 7 · 8 · 9 · 10 · 11 · 12 · 13 · 14 · 15 · 16 · Vega 1 · Vega 2